# Utvecklingen av The Last of Us
Utvecklingen av The Last of Us, ett survival horror-datorspel i tredjepersonsskjutarformat, började efter lanseringen av Uncharted 2: Among Thieves i oktober 2009. Sony Computer Entertainment publicerade The Last of Us den 14 juni 2012 för PlayStation 3. Den treåriga utvecklingen, som leddes av spelstudion Naughty Dog, hemlighölls under majoriteten av utvecklingen. I spelet tar spelarna kontrollen över Joel, som har som uppgift att eskortera den unga flickan Ellie över ett post-apokalyptiskt USA, i ett försök att skapa en potentiellt botemedel mot en smitta till vilket Ellie är immun mot. Creative director Neil Druckmann inspirerades att inkludera de smittade som det viktigaste inslaget i spelet efter att ha upptäckt Cordyceps-svampar. Hans berättelse, som utspelar sig tjugo år efter utbrottet av smittan och där stora delar av civilisationen har förintats, undersökte möjligheten att svampen skulle kunna smitta människor.

## Utveckling
Naughty Dog började det förberedande arbetet på The Last of Us efter utgivningen av Uncharted 2: Among Thieves i oktober 2009. För första gången i företagets historia uppdelades företaget i två arbetslag för att arbeta med två projekt samtidigt; det ena laget utvecklade Uncharted 3: Drake's Deception (2011) medan det andra började arbeta på The Last of Us. För att kunna köra de två lagen smidigt utvalde medordförandena Evan Wells och Christophe Balestra spelregissören Bruce Straley och creative director Neil Druckmann till att leda utvecklingen på The Last of Us. Straley, som är anställd på Naughty Dog sedan mars 1999, utvaldes för att leda projektet baserat på sin erfarenhet och sitt arbete på tidigare projekt, medan Druckmann, anställd sedan 2004, utvaldes för sin beslutsamhet och designtalang. Spelet gick guld den 15 maj 2013, vilket innebär att all utveckling av spelet hade avslutats.

### Skapandet av berättelsen

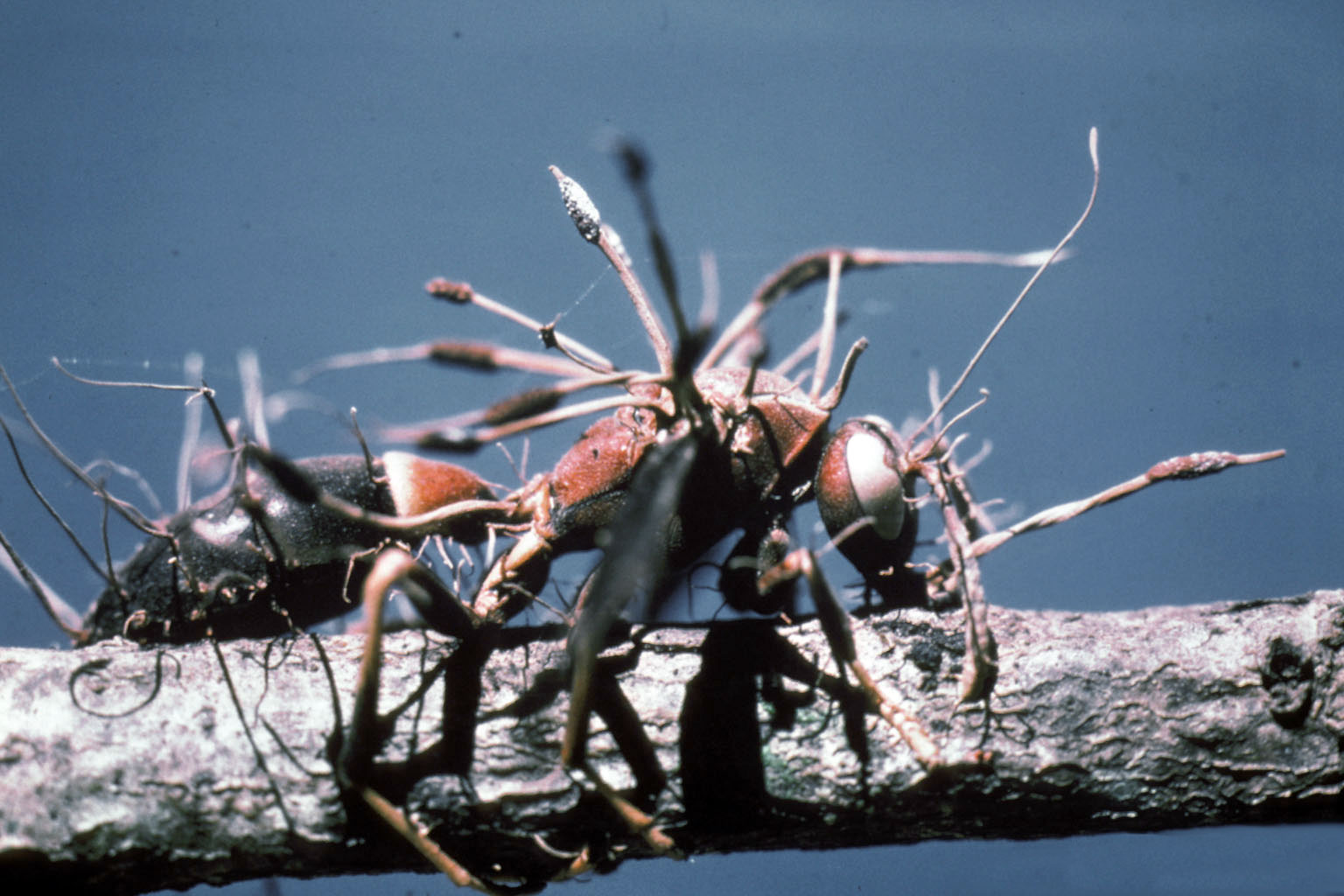
Spelet utforskar konceptet om en mänsklig smitta orsakat av svampsorten Cordyceps, som huvudsakligen smittar insekter genom att ta kontrollen över dess motoriska funktioner och tvinga dessa att hjälpa till att odla nya svampar.

När Druckmann var student vid Carnegie Mellon University 2004 fick han i uppdrag att skapa ett spelkoncept och presentera det för filmregissören George A. Romero, som skulle utse en vinnare. Druckmanns idé var att slå samman ICO:s (2001) gameplay i en berättelse som utspelar sig under en zombieapokalyps, likt Romeros film Night of the Living Dead (1968), med en huvudkaraktär som påminner om John Hartigan från Sin City (1991–2000). Huvudpersonen, en polis, skulle få i uppdrag att beskydda en ung flicka; men på grund av huvudpersonens hjärtfel skulle spelarna ofta ta kontrollen över den unga flickan, och således blev rollerna ombytta. Trots att Druckmanns idé inte vann, utvecklade han senare den när han skapade berättelsen om The Last of Us. En tidig idé för spelet var att smittan endast spreds via kvinnor, även om idén senare bedömdes som misogynisk.
De "Smittade", ett centralt koncept i spelet, inspirerades av ett segment av BBC:s naturdokumentärserie Planet Earth (2006), som presenterade Cordyceps-svampar. Denna svampsort kan ta kontrollen över en insekts motoriska funktioner och tvinga den att hjälpa till att odla nya svampar. Trots att svamparna huvudsakligen smittar insekter utforskade spelet ett koncept om att svamparna smittar människor, och som de direkta resultaten till ett utbrott av denna smitta. Spelet förklarar inte direkt orsaken till viruset. Spelregissören Bruce Straley skrev ner detta till arbetslagets fokus på karaktärerna, i motsats till viruset. De föredrog att förklara händelserna genom textning, snarare än att uttryckligen förklara orsaken till smittan. Straley jämförde textningen som ingick i The Last of Us till det av BioShock Infinites (2013). Han kände att den senare gav upphov till olika samtal inom industrin, vilket han ser som ett tecken på en mognande spelbransch. "Jag har sett tillräckligt bra berättelser i böcker och film. Nu vill jag se dem i datorspel," sade Straley. Druckmann konstaterade också att han ville att berättelsen i The Last of Us skulle höja ribban för andra datorspelsutvecklare, eftersom han tyckte att normen för historieberättandet inom spelbranschen inte var så bra som det borde vara. Arbetslaget använde konceptet om de smittade för att tvinga spelarna att utforska gränserna för människans uthållighet. Under hela utvecklingen försäkrade arbetslaget att de smittade var strängt annorlunda än zombies.
För att göra spelet så realistiskt som möjligt genomförde arbetslaget omfattande forskning för spelets utspelsplats. Med influenser från Alan Weismans roman The World Without Us (2007) skapade Naughty Dog en värld som skulle tvinga spelarna att fatta beslut och på ett effektivt vis kunna utnyttja sina begränsade förnödenheter. I Druckmanns forskning fann han inspiration i verkliga historiska händelser; den spanska sjukan 1918 illustrerade om paranoia och människans behov av att skydda sig när man stod inför hotet om total utrotning, medan polioepidemin under 1880-talet visade de socioekonomiska klassernas påverkan när man tilldelade skulden i en stor katastrof. Druckmann och Straley citerade också Amy Hennig som inspiration för spelets berättelse; Hennig arbetade som huvudförfattare och creative director på Uncharted-spelserien (2007-idag). Arbetslaget tog också inspiration från filmen Gravity (2013), i fråga om spelets enkelhet och intensitet.
När Druckmann skrev sitt manus försökte han att utesluta "flotta dialoger", och att hålla allt "kortfattat och naturligt". Community strategist Eric Monacelli uppgav att berättelsens övergripande teman är "kärlek, lojalitet och vedergällning", och försäkrade om deras betydelse i spelet. Community strategist Arne Meyer sade att spelets våld passar in i berättelsen. Straley upprepade detta och säger att "du måste ha mörkret för att ha ljuset". Speldesigner Anthony Newman förklarade att spelet handlar om hur folk skulle reagera under tryck i extrema situationer, som representeras genom våld och strid. Arbetslaget var intresserade av berättelsens mörka teman uppställda mot de "vackra" miljöerna.
Ett stort motiv som närvarar i hela spelet är att "livet går vidare". En scen i slutet av spelet, där Joel och Ellie upptäcker en flock giraffer, refereras av många journalister som den förverkligande poängen med detta motiv. Koncept-konstnären John Sweeney skrev att platsen var avsedd att "återuppväcka [Ellies] livslust", utlösa hennes nyfikenhet och glömma bort den omgivande kampen och döden. Han förklarade att scenen ursprungligen inblandade zebror, men ersattes av giraffer på grund av deras mildhet och elegans, och anger att de var "det mest anmärkningsvärda som Ellie skulle kunna stöta på". Druckmann kände att sekvensen "fungerar på grund av alla de hemska saker" som man stötte på tidigare. IGN:s Lucy O'Brien skrev att scenen fungerar som en påminnelse om Ellies ålder, trots att hon utåt "berövats varje sken till en barndom", och Kotakus författare Kirk Hamilton tyckte att platsen var ett likhet av hopp för Ellie, då hon tydligt har drabbats av posttraumatisk stress efter hennes möte med David.
I fråga om berättelsens slut avsåg arbetslaget att det skulle vara öppet för tolkning. Straley har konstaterat att det "inte är ditt typiska slut, men att det fortfarande är en trevlig upplösning". Både han och Druckmann förklarade sin frustration när spelare berättade för dem att de ville ha ett val vid spelets slut; Straley sade att de flesta av dessa spelare sa till honom att de ändå skulle ha valt samma slut. Tidigt i spelets utveckling föreställde arbetslaget på ett slut där Ellie tvingades döda någon för att rädda den svårt sårade Joel. Detta slut skrotades, då arbetslaget kände att det inte överensstämde med karaktärsarkerna.  Medan spelets fokustestare hatade slutet, vilka föreslog alternativa metoder, fortsatte Druckmann med det. När spelets musik och gameplay blev närmare fullbordat började fokustestarna att uppskatta slutet mycket mer. När Venturebeats författare Dean Takahashi diskuterade om slutet refererade han citatet "Den som räddar ett liv räddar världen hela" från filmen Schindler's List (1993) och belyste dess felaktighet, där han skrev: "Du räddar ett liv och lämnar hela världen i undergång".
Naughty Dog bad om att spelet skulle fokustestas av både manliga och kvinnliga spelare, efter att analysföretaget som studion arbetade med planerade att köra spelet endast med manliga spelare. Druckmann förklarade hur studion klev in efter att de upptäckte insikten om att röstningen på kvinnliga spelare för deras andel i spelet inte fanns med. Han sade att "en annan aspekt som påverkar hur ett spel ska främjas är fokustestning". Spelare samlas och blir uppmanade att betrakta material och svara på några kvantitativa och kvalitativa frågor om det".  Han tillade sedan: "Min stora överraskning under detta förlopp är att forskargruppen inte planerade att fokustesta kvinnliga spelare, det är något som vi var tvungna att bestämt be om. Jag hoppas att detta är en kvarleva från det förflutna som snart skall försvinna".

### Karaktärsutveckling
Joel röstas av den erfarne röstskådespelaren Troy Baker, medan Ellie röstas av skådespelerskan Ashley Johnson. Deras framträdanden spelades mestadels in med motion capture-teknik; cirka 85% av spelets animeringar registrerades med hjälp av motion capture, medan resterande ljudelement spelades senare in i en studio. Även om arbetslaget kände snabbt att Johnson passade för rollen som Ellie tillbringade de mer tid med att välja ut skådespelaren Joel, då kemin mellan de två karaktärerna var absolut nödvändigt för spelet. Efter att Baker och Johnson spelade bredvid varandra insåg arbetslaget att Baker passade in perfekt för rollen som Joel, trots skådespelarens unga ålder. Druckmann skrev ner Bakers röst och rörelser till arbetslagets val av honom. Baker och Johnson bidrog starkt till utvecklingen av karaktärerna. Baker till exempel övertygade Druckmann att Joel skulle ta hand om Tess på grund av sin ensamhet, och Johnson övertygade Druckmann att skriva om karaktären Ellie på ett mer starkare och defensivt maner. Vissa delar av dialogen mellan duon improviserades av skådespelarna. Druckmann skrev ner detta till det faktum att i manuset ingick en onödig mängd dialoger under spelsektioner, och han tillät skådespelarna att välja den dialog som de ansåg var nödvändig. Karaktärerna Joel och Ellie var grunden för spelet; utvecklingen mellan karaktärerna etablerades först, till följt av spelets andra koncept. Från början av utvecklingen avsåg arbetslaget att The Last of Us skulle ha dubbla huvudpersoner med starka individuella berättelsearker. Under vintersegmentet i spelet tog spelarna kontrollen över Ellie. För att överraska spelarna om detta försäkrade utvecklarna att denna förändring hölls hemlighetsfull inför spelets release; de gjorde samma sak med Ellies immunitet, samt med spelets prolog där spelarna tar kontroll över Joels dotter Sarah. Förändringen från kontrollen över Joel till Ellie innebar en förändring i rollen som beskyddare, vilket ekade tillbaka till Druckmanns tidigare studentidéer. Karaktärsinteraktionerna var inspirerade av förhållandet mellan Nathan Drake och Tenzin i Uncharted 2: Among Thieves, som i sin tur var inspirerat av ICO. Spelets huvudpersoner representerar de två epokerna som visas i spelet; Joel representerar världen före utbrottet, då han hade tillbringat större delen av sitt liv under denna period, medan Ellie representerar världen efter utbrottet, då hon föddes i den post-apokalyptiska världen. Medan den förra är känslomässigt skadad på grund av förlusten som han hade upplevt, upprätthåller den senare en optimistisk syn på livet, och som har blivit bekant med den sårade världen. När dessa umgås med varandra överlappades bådas kvaliteter; Joel blir mer livlig och Ellie lär sig nya överlevnadsfärdigheter.
Druckmann skrev ursprungligen karaktären Joel med inspiration från Josh Brolins skildring som Llewelyn Moss i filmen No Country for Old Men (2007), som han betraktade som ”väldigt tyst och lugn när han är under press". Men med Bakers uttolkning av Joel som en mer känslomässig människa utvecklades karaktären på ett annat sätt. I slutändan blev berättelsen en utforskning av hur en far är villig att rädda ett barn. Tidigare var Joel villig att offra sig själv, innan han utvecklades till att bli villig att offra sina vänner, tills han slutligen känner att han skulle offra hela mänskligheten för att rädda Ellie. Druckmann kände att spelarna, speciellt föräldrar, skulle kunna relatera till Joels karaktär och hans förhållande med Ellie. Baker menar att Joel upptäcker moralitet genom hela spelets berättelse genom att lära sig skillnaden mellan förlust och uppoffring, och hans sanna personlighet börjar uppdagas. När Baker provspelade för rollen läste han en fras på karaktärsbladet som uppgav att Joel hade "några få moraliska linjer kvar att passera", som blev "ankarpunkten" till hans karaktär. Baker hade stora svårigheter med inspelningen av spelets prolog, som har scener med Joel och hans dotter Sarah, spelad av Hana Hayes. När Druckmann senare såg den första filminspelningsdagen från scenen kände han att den fortfarande kunde förbättras. När han filmade scenen igen förklarade Druckmann till Baker hur han skulle framföra den, och när Baker gjorde det blev det den bästa tagningen. Baker tyckte tidigare att tagningen var för "mekanisk", men han insåg senare retroaktivt att han hade tidigare försökt imponera publiken med hans skådespeleri, och att det "inte var det som scenen behövde".
När Johnson framförde Ellie stod hon inför utmaningar i att utföra scener som fick henne att känna sig obekväm. Hon beskrev att "det var några dagar när vi skulle spela sin saker som även vid min ålder fick mig att känna sig lite obekväm." Johnson anser att datorspel sällan har starka kvinnliga karaktärer såsom Ellie, och uttryckte sin upphetsning av att skildra rollen av denna anledning. När Druckmann tillfrågades om inspirationen till Ellie som spelfunktion erinrade han om tiden när han och Straley brainstormade idéer för Uncharted 2: Among Thieves och skapade en stum karaktär som skulle kalla på spelaren att följa efter; därmed skapade man ett "vackert" förhållande endast via gameplay. Trots att detta koncept aldrig kom med i det slutliga spelet upplystes idén när arbetslaget diskuterade om ett nytt spelprojekt, vilket i slutändan kom att inspirera karaktären Ellie. Druckmann blev också inspirerad av de krig som ägde rum i Syrien och Afghanistan när han skapade Ellie; han kände att konflikten var en förtrogenhet till barnen i dessa länder, som påminde om Ellies uppfattning.
Karaktären Tess var ursprungligen tänkt att vara med som huvudantagonisten i The Last of Us, som skulle förfölja Joel i ett år innan en slutlig konfrontation där hon dödas av Ellie. Dock fann arbetslaget svårt att tro att Tess skulle bestrida med Joel och förfölja honom i ett år; detta löstes genom att förändra stora delar av berättelsen. Skådespelerskan Annie Wersching var imponerad av manuset, och Druckmanns förmåga att skriva unika kvinnliga karaktärer. När Druckmann skrev spelets kvinnliga karaktärer, speciellt Tess och Ellie, undvek han yttre påverkan, såsom medias bild av kvinnor, då han ville skriva sin egen berättelse. Karaktären Bill, spelad av W. Earl Brown, avslöjades vara homosexuell i ett segment i spelet. Druckmann lämnade tidigare detta vagt i manuset, men vid genomläsningen av manuset inspirerades han att ändra några rader för att ytterligare reflektera Bills sexualitet. För att göra Bill intressant utforskade Druckmann konceptet om motstridiga uttalanden. medan Bill säger att om man bli fäst vid människor kommer ens överlevnadschanser att sänkas, visas det att han hade en partner som han verkligen brydde sig om. Bills roll i spelet var också att uttrycka Joels oro om att eskortera Ellie, eftersom Joel inte kunde uttrycka det själv. "Anledningen med att ha Bill där är att han faktiskt kan säga det till Joel, och varna honom om sådant", sade Druckmann.
Arbetslaget ansåg att den postapokalyptiska världen och survival horror-genren gav dem möjlighet att utveckla karaktärerna på ett bättre sätt. De kände också att ”trycket från spelvärlden” tvingade karaktärerna att göra intressanta beslut, vilket möjliggjorde till bättre utveckling.  Med inspiration från sitt arbete på Uncharted-spelen använde arbetslaget sina kunskaper i parallella karaktärer med konflikten i både gameplay och berättelser vid utvecklingen av The Last of Us. De tog också inspiration från böckerna Vägen (2006) och City of Thieves (2008), och filmen No Country for Old Men. De noterade att i dessa verk ingick minnesvärda karaktärer. "Som spelare kan vi få dig att känna dig mer om hur det verkligen är att existera inne i en värld där varje kula räknas och varje steg du tar är ett medvetet val som kommer att skapa eller förstöra din existens", sade Straley.

### Teknisk och spelmekanisk utveckling
För The Last of Us behövde arbetslaget skapa nya spelmotorer för att tillgodose sina behov. Den artificiella intelligensen (AI) skapades för att samordna med spelare på en intim nivå, i motsats till actionelementen från deras tidigare projekt; tillägget av Ellie som en AI var också en viktig bidragsgivare till motorn. Som avsikt lade arbetslaget till en funktion där Ellie fortfarande höll sig nära Joel, för att undvika att bli betraktad som en "börda". Programmeraren Max Dyckhoff uppgav att, vid arbetet på Ellie som AI, försökte han tänka sig sina erfarenheter under spelets händelser, i ett försök att uppnå realism. Fiendens AI, som anses vara en av de viktigaste funktionerna i spelet, utvecklades för att göra slumpmässiga val. De studerar sin omgivning och upptäcker taktiker för att attackera spelaren. Denna unika mekanik var en faktor i ett försök att få spelarna att visa känslor mot fiender. Ljusmotorn återskapades också för att införliva mjukt ljus, där solljuset sipprar in genom utrymmen och reflekterar på ytor. Arbetslaget fann stora svårigheter i att utveckla The Last of Us' gameplay, då de ansåg att varje mekanik krävde en grundlig analys. "Du känner en stor press att lägga till saker för att göra det"roligare"och det blir supersvårt att hålla dem ute ibland", sade Druckmann. I The Last of Us förändras de mänskliga icke-spelbara karaktärernas (NPC) beteenden beroende på vilket vapen som spelaren utrustar sig med. Dessutom har stealth-systemet utvecklats för avsikten att erbjuda en känsla av desperation, för att få spelarna att känna samma sak.
Det finns flera funktioner som utelämnats från spelet som arbetslaget ansåg vara typiskt för de flesta datorspel, såsom bosstrider. Ett traditionellt betäckningssystem uteslöts för spelet då arbetslaget ville få spelarna att ständigt förflytta sig omkring varje bana. Arbetslaget försökte också orsaka spelare att känna som om att de saknade något, särskilt i de förnödenheter som de samlar in. "Du bygger inte upp dig själv till en stridsvagn", sade Straley. Detta motiverade också de flesta av de designbeslut som fattades för spelets gameplay, såsom animationernas tyngdlöshet och närstridsmekanikerna. Som ytterligare ett realismtillägg utvecklade arbetslaget spelets stridsmekanik på ett sätt som tvingade spelarna att tillbringa mer tid på att planera. De ville också få spelarna att bli tvungna att retirera från strider när de uppmärksammar de smittade, trots sin övertygelse om att reträtt är en "anti-datorspelsmekanik". Stridsmekaniken utvecklades för att kännas intensiv, och som avsikt förflyttade man kameran närmare spelarna för att få dem att "känna varje slag". Arbetslaget ansåg att spelet tvingar spelarna att göra svåra val, när det kommer till strid, stealth och resurshantering, så att de kan förstå de beslut som fattas av karaktärerna.

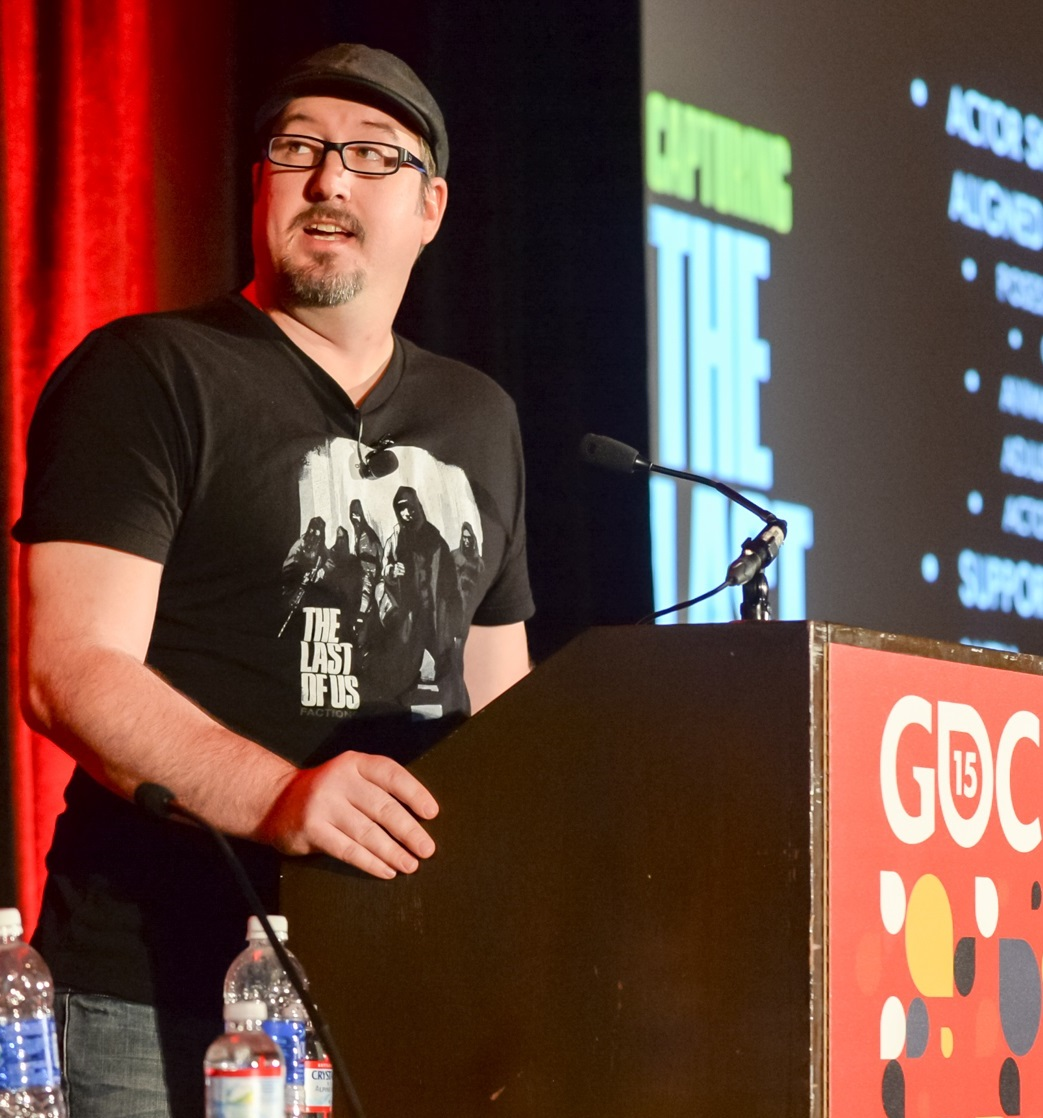
Motion capture technical director Damon Shelton presenterar en föreläsning om arbetslagets färdigheter inom motion capture på GDC 2015.

Många spelelement från Uncharted-spelen uteslöts från The Last of Us på grund av utformningen av den senare. Arbetslaget gjorde Joel mer "jordad och mindre vig" än Uncharted:s Nathan Drake. Kameravinkeln och närstridssystemet förändrades också för att passa in med arbetslagets avsikt för spelet. Vissa spelfunktioner inspirerades av spelets postapokalyptiska natur. Exempelvis var en uppgift som involverade problemlösning inspirerad av det tidigare införandet av ett starkt vattendrag som förhindrar spelarna. Arbetslaget ansåg också att No Country for Old Men inspirerade dem när det kommer till minimalism, då man ville "bli mer intimt" med gameplay-scenarierna. Arbetslaget beslutade att inkludera olika valfria vägar som spelarna kan använda. Medan vid ett tillfälle där arbetslaget ansåg att ytterligare innehåll var värdelöst kände de så småningom att det känns "naturligt och ekologiskt".
Spelets multiplayerläge har tre speltyper; arbetslaget valde att begränsa mängden speltyper i stället för att skapa ett överflöd av dem, i syfte att skapa en "djupare spelupplevelse". Multiplayeläget var inspirerat av striderna i enspelarkampanjen; teamet syftade till att återskapa den långsamma takten i striderna, och upprätthålla ett liknande tillverkningssystem. Detta uppnåddes genom att göra vapen dödliga, och placera tillverkningsobjekt på strategiska platser runt om i kartan, som var avsett att få spelarna att smyga och göra bakhåll. Det betonade också multiplayerlägets smyg- och lagarbetsaspekter. Lead multiplayer designer Erin Daly ansåg att den långsammare takten var svårt att uppnå i en multiplayer-miljö, och konstaterade att "i de flesta multiplayer-skjutspel... springer spelare runt i höga hastigheter och skjuter kulor på allt som rör sig". Dessutom designades multiplayerläget för att stödja olika spelstilar; medan vissa spelare föredrar att agera som prickskytt väljer andra att ge understöd. Tillägget av ett återupplivningssystem–när spelare tar stor mängd skada kryper de långsamt krypa medan de dör av förblödning–skapar en stor konsekvens när spelare avlider; förlorande gruppmedlemmar avsågs vara en betydande förlust för spelare. När arbetslaget designade multiplayerläget ville de att spelare skulle ha mycket lite information om var hoten finns belägna, men samtidigt ge en liten indikation. Daly tillskrev detta till betydelsen av att upptäcka hot i en tävlingsinriktad upplevelse, i synnerhet när dödligheten är stor. Spelets inköpssystem var avsedd till att vara besläktad med ett datorrollspel genom att tilldela en uppsättning av poäng som spelare kan spendera.
Designen av användargränssnittet (UI) för The Last of Us gick i olika iterationer under hela utvecklingen. UI-designern Alexandria Neonakis syftade tidigare på att integrera vapenuppgraderingssystemet i vapenväljarsystemet, för att ständigt påminna spelarna att uppgradera sina vapen. Vid ytterligare iterationer upptäckte Neonakis att denna integration resulterade i ett rörigt gränssnitt. Till slut beslutades att uppgraderingssystemet skulle integreras i form av uppgraderingsbänkar, som kan upptäckas i vissa delar i spelets värld. Detta löste även ett annat problem som Neonakis bevittnade, där spelarna skulle uppgradera till det lägsta möjliga alternativet, i motsats till att spara delar för de högre alternativen. När det beslutades att dela uppgraderingen och vapenväljarsystemet var den ursprungliga designen att välja vapen från en cirkel. Denna konstruktion, som så småningom övervägdes som "otymplig och långsam", ersattes i stället av ett listsystem. Neonakis upptäckte att det största problemet med listdesignen var att det tvingade spelarna att fokusera på att navigera genom menyerna under intensiva strider. Detta ledde till den slutliga designen, som tillät spelarna att byta och välja vapen i samma meny. För att integrera UI:n in i spelet separerade Neonakis de enskilda elementen och ändrade deras format. UI-programmeraren Paul Burg försåg Neonakis med verktyg för att flytta elementen med hjälp av deras koordinater. Alla animerade övergångar var hårdkodade, vilket ledde till svårigheter i att skapa mjuka övergångar. "Det här var tråkigt och ibland otroligt frustrerande, men det innebar också att vi alla var tvungna att vara ganska kreativa i hur saker var designade," sade Neonakis. Spelets crafting-system implementerades i omedelbar gameplay, för att få spelarna att känna sig delaktiga. "Vi behövde göra det strömlinjeformat och tillräckligt snabbt så att du skulle känna som att du kunde ta just det ögonblicket och kunna skapa det föremålet som kommer att avgöra din överlevnad under de närmaste trettio sekunderna, eller ditt misslyckande med att överleva," sade lead game designer Jacob Minkoff.
För spelets karaktärsskulptering och riggning introducerade arbetslaget olika nya element som inte har använts i deras tidigare spel. Lead character technical director Judd Simantov tyckte att skapandet av ansiktena var det mest utmanande, när det kommer till hårdvara. För ansiktena använde arbetslaget led-baserade ansiktsriggar, med vissa blandningsformade korrektiv. För att bibehålla formen på ansiktet och undvika besvärliga rörelser var ansiktena riggade med en öppen mun och svagt stängda ögon. Ansiktena var också baserad på Facial Action Coding System, vilket möjliggör ett anatomiskt synsätt. Användningen av högre polygonytor tillät också att skapa fler volymer och skrynklor i ansiktets form, vilket skapade renare silhuetter och former och gav tillräckligt med geometri för att skulptera korrektiven. Man tillade pupill-dilatation till karaktärsmodellerna för att försöka lägga till subtila funktioner. För kropparna redigerade arbetslaget karaktärsrörelserna från Uncharted 2 och mjukgjorde vissa led-inriktningar. Animering av handlovsleder tillsattes också för spelet, vilket gav upphov till mer dynamiska handformer och flexibilitet. Ett annat subtilt tillägg var armrörelsekontrollerna, som gav upphov till smärre redigering på armarna. Trots att denna funktion var tidigare tillgängligt öppnades det upp för animatörerna för The Last of Us. Ett muskelsystem tillades också, med muskelskal som kunde utbuktas, baserat på fastställningen av ledavstånden. Muskelsystemet, skrivet i Maya inom några dagar, fungerar i realtid. För att lösa ett problem där kroppsrörelserna resulterade i obekväma rörelser av kläder implementerade man "runtime helpers". Totalt 326 leder användes i hela karaktärsmodellen, med 98 av dessa i ansiktet; 85 av dessa som är runtime-drivna, medan 241 är låsta i animationen.

### Artistisk utveckling
Vid utformningen av spelet från en konstnärlig synvinkel tog arbetslaget olika konstverk som inspiration. Robert Polidoris fotografier av grannskapet Lower Ninth Ward i New Orleans efter orkanen Katrina användes som en referenspunkt vid utformningen av Pittsburghs översvämmade områden i spelet. "[Polidori] tog dessa otroligt vackra, hemska fotografier... det är inte bara förfall och röta och postapokalyptiskt grått, utan det är en mänsklig värld som vi spelar med när vi skildrar denna förintelse", sade Straley. Konceptet om post-apokalyptiska miljöer ansågs vara en "utgångspunkt" för konstnärerna. Konstavdelningen strävade också att uppnå realism inom varje konstverk. Straley förklarade att artisterna "skulle vara som, jag ska göra detta till den bästa muren någonsin," i form av att skapa attraktiva miljöer. Konstavdelningen tvingades kämpa för saker som de ville inkludera, på grund av den höga efterfrågan under utvecklingen. Till slut kom arbetslaget överens om en balans mellan enkelhet och detalj; medan Straley och Druckmann föredrog den förra föredrog konstavdelningen den senare. Den konstnärliga sammansättningen av spelets platser var också en funktion som man starkt fokuserade på, i syfte att framkalla olika känslor från spelare. Under de sista veckorna av utvecklingen övertogs rollerna från konstavdelningen av andra medlemmar i arbetslaget; exempelvis redigerade Straley spelets handledningstexter, en uppgift som lead artist Nate Wells tyckte var ovanligt. "Jag har aldrig ens hört talas om en spelregissör som gör det! Det är som... en uppgift för en praktikant," sade Wells.
När konstavdelningen skapade utseendet på de smittade cyklade de genom olika iterationer. Några tidiga idéer inkluderade att de smittade ser ut som utomjordingar eller zombies. Den slutliga designen valdes när lead character artist Michael Knowland slog ihop bilder av sjukdomar och svamptillväxt på en människa. Han uttryckte svårigheten att förändra konsten från 2D till 3D, vilket skulle göra det möjligt att visa bilder ur olika vinklar. Processen att skicka färdiga konceptbilder till ljus- och visuella effektkonstnärerna, som återskapade konsten inom spelets motor. På grund av bristen på artificiella ljuskällor i spelets värld tvingades arbetslaget arbeta med naturligt ljus. För att uppnå hög kvalitetsljus använde de lightmaps. Användningen av lightmaps ledde till olika problem, såsom avbrott i belysningen. Detta fastställdes genom att modifiera lite på texturpixlarnas intensitet. När karaktärerna lades till i scenerna såg de ursprungligen malplacerade ut. Man löste det genom att lägga till skuggor.
Spelets förtexter regisserades av Kevin Joelson och designades av Harry Hobson. Den originella konceptutvecklingen för öppningssekvensen började i slutet av januari 2013 och produktionen inleddes i mars 2013. Trots att arbetslaget från början syftade att utelämna förtexterna tillades de senare för att "överbrygga klyftan" mellan spelets prolog och följande scen, ett klipp som tidigare ansågs "alltför plötslig" utan förtexter. Sony San Diego producerade förtexterna, med intervallfoto för att registrera tillväxten av en svampbildning över flera dagar; endast sporerna i slutet av förtexterna är datorgenererade. Sekvensen inspirerades av Planet Earth, som använde ett liknande koncept.

### Ljudproduktion

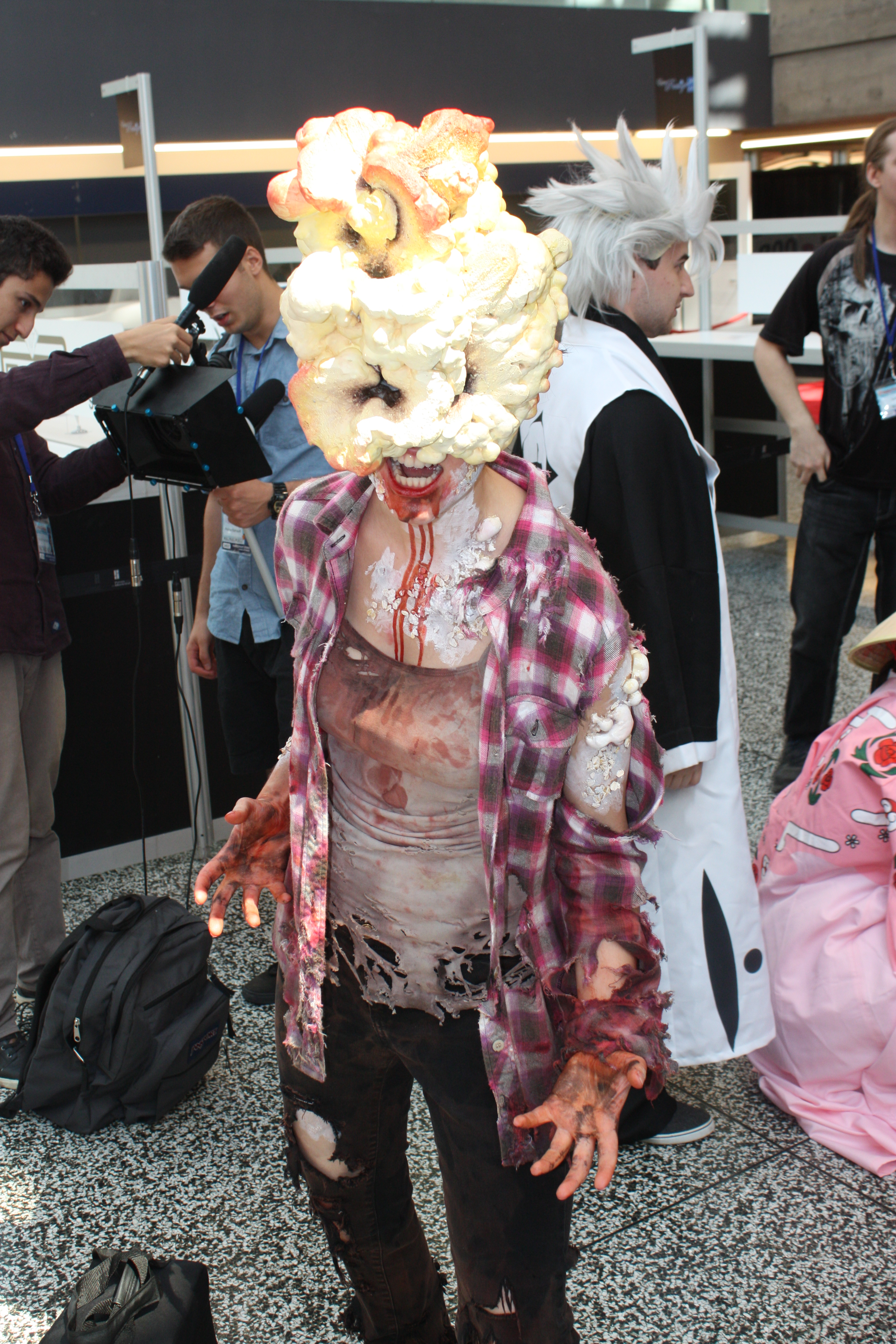
Ett fan till spelet utklädd till en Clicker (Klickare), en av spelets farligaste fiender. Dessa producerar ett högljutt klickljud för att känna av sin omgivning.

Ljuddesignsavdelningen började arbeta på spelet tidigt i utvecklingen, för att uppnå bästa resultat; de insåg genast att det skulle bli en utmaning. Tidigt i utvecklingen berättade Druckmann för ljudavdelningen att "göra det subtilt" och bagatellisera idéer. Audio lead Phillip Kovats var förtjust i att  skapa alla ljud, och inga ljud skulle föras över från tidigare spel. Avdelningen funderade på olika sätt att skapa ljud från en naturalistisk synpunkt, och hur man introducerar minimalism till ett spel. På detta sätt upptäckte de att det lade till känslor av spänning, förlust och hopp och att utan det minimalistiska tillvägagångssättet skulle spelet betraktas som ett typiskt "actionspel". De använde High Dynamic Range, vilket gav dem möjlighet att informera spelarna om taktisk information och platser att utforska. Spelets ljuddesign skapades för att återspegla en mer "jordad" och subtil stämning än i Uncharted, med särskilt fokus på den brist av ljud. Med inspiration från No Country for Old Men försökte avdelningen att "göra mer med mindre"; Kovats sade att avdelningen försökte berätta en historia genom att "gå med en reduktiv kvalitet". Straley konstaterade att ljudet är avgörande för vissa scener i spelet. "Det handlar mer om psykologin av vad som händer på ljudfronten än vad du ser", konstaterade han. Han ansåg att detta beslut får en mer slagkraftig och meningsfull verkan med den ljud som spelas upp. Ljudavdelningen försökte också att skildra spelets mörka teman genom ljud. Avdelningen ansåg att för att skapa spänning i spelet var det viktigt att låta ljuden spela så länge som möjligt. Avdelningen använde en utbredningsteknik för att hjälpa spelarna att bestämma fiendens exakta placering, och använda detta som en taktisk fördel. Detta system, skapad av Naughty Dogs arbetslag, behandlades i spelmotorn på måfå. För spelets ljud kastade motorn ut 1500-2500 ray casts per bildruta; även om de flesta spelen undvek detta tillät spelets motor att få det att fungera. Ljudavdelningen tillbringade mycket tid med att spela in ljudeffekter för spelet, såsom dörrar och rostig metall. Ljuddesignern Neil Uchitel reste till Rio de Janeiro för att upptäcka platser där man kan spela in ljud; han spelade in kycklingar, som användes i spelet som råttröster. Avdelningen fortsatte att lägga till och ändra spelets ljud fram till slutet av utvecklingen.
För att skapa ljudet till "Klickarna", den tredje etappen av de smittade, hittade avdelningen inspiration från en rapport om en journalistikshow om barn som använder klickljud för att kommunicera med varandra. "Vi gillade idén att ta detta godartade ljud och tillskriva det till något riktigt läskigt", sade Druckmann. Dessutom ville avdelningen återspegla varelsens känsla av smärta och lidande, och försöka balansera det med en känsla av obehaglighet. Ljudavdelningen skapade först ljudet för klickarna, och insåg tidigt att det var den mest utmanande. För att skapa ljudet anlitade de röstskådespelare för att utföra sina återgivanden. När röstskådespelerskan Misty Lee gav hennes eget återgivande, ett ljud som Kovats beskrev kom från "svalget", kom Kovats och vice-ljuddesignern Derrick Espino överens om att det var det de ville ha. Kovats emulerade sedan ljudet till spelet.

### Remastered
I mars 2014 läcktes uppgifter om att The Last of Us skulle släppas till Playstation 4. Detta följdes av utseendet på spelet, med titeln The Last of Us Remastered på Playstation Store den 9 april 2014. Naughty Dog annonserade spelet på samma dag. Denna förbättrade version av spelet har ett ökat dragavstånd, högre upplösning på karaktärsmodellerna, förbättrad ljussättning och skuggning och en uppgraderad stridsmekanik. Det körs på 1080p-upplösning i 60 bilder per sekund, med möjligheten att låsa spelet på 30 bilder per sekund. På E3 2014 meddelade Sony att spelet skulle släppas den 29 juli 2014. En del av det nedladdningsbara innehållet från The Last of Us är implementerade i Remastered, inklusive Left Behind och vissa multiplayer-banor, medan andra kräver separata köp.
I Remastered har karaktärstexturerna ökats fyrfaldigt, skuggorna fördubblades och en ny ljussättningsprocess implementerades. Rörelseoskärpan när man rör på kameran, som används för att dölja långsamt laddande texturer, reducerades och spelets miljöer ser "skarpare" ut. Man har även infört nya inställningar för att tillåta spelare att anpassa spelets ljudkanaler. Laddningstiderna förminskades på grund av att spelet strömmas från hårddisken i motsats till skivan. En av de största utmaningarna med utvecklingen var att passa in allt innehåll på en Blu-ray Disc. Bytet av texturerna i spelet, och införandet av Left Behind, var orsaken till denna svårighet.  Enligt lead designer Christian Gyrling ”såg [Remastered] sönder ut tills en vecka innan skeppningen".
Utvecklingen på Remastered började strax efter lanseringen av The Last of Us i juni 2013. Efter lättare arbete under början av utvecklingen arbetade arbetslaget hårdare på Remastered när de upptäckte vad som krävdes för det. Arbetet på spelets kod började inte förrän ett större team introducerades till Remastered i februari 2014. När utvecklingen på det ursprungliga spelet avslutades förväntade sig programmerarna på att spelet skulle portas till Playstation 4, men planeringen och förberedelserna började inte förrän The Last of Us hade lanserats. Arbetslaget syftade till att skapa en "sann" remaster, och upprätthålla "samma kärnupplevelse" och inte ändra några stora berättelse- eller spelelement. Arbetslaget var tidigare splittrat när det kom till spelets bildfrekvens, med vissa som föredrog 30 bilder per sekund i stället för 60; när spelet var igång på det senare blev hela arbetslaget övertygat. Arbetslaget som arbetade på Remastered var betydligt mindre än det som arbetade på The Last of Us; arbetslaget hade bland annat inga designers, vilket ledde till att olika designproblem från det ursprungliga spelet förblir olösta. Druckmann tillskrev detta till det faktum att Remastered utvecklades som en rekreation av det ursprungliga spelet, då man ändrade bara de tekniska och grafiska aspekterna.

### Engelska originalcitat
1. ↑  "I've seen enough good stories in books and film. Now I want to see them in video games."
2. ↑  "you have to have the dark to have the light."
3. ↑  "reignite [Ellie's] lust for life."
4. ↑  "the most remarkable thing Ellie could possibly encounter."
5. ↑  "works because of all the horrible things."
6. ↑  "stripped of any semblance of a childhood."
7. ↑  "not your typical ending, but it’s still a nice resolution."
8. ↑  "Whoever saves one life saves the world entire."
9. ↑  "You save a life and doom the whole world."
10. ↑  "Another aspect that influences how a game is promoted is focus-testing. Players are rounded up and are asked to view materials and answer some quantitative and qualitative questions about it"
11. ↑  "My big surprise during this process is that the research group wasn't planning on focus-testing female gamers - it's something we had to specifically request. I hope this is a relic of the past that will soon go away."
12. ↑  "few moral lines left to cross"
13. ↑  "not what the scene needed"
14. ↑  "There were some days when we would shoot things that even at my age made me feel a little uncomfortable"
15. ↑  "[T]he reason to have Bill there is that Bill can actually say that to Joel, and warn Joel about that stuff,"
16. ↑  "[W]e can make you as a player feel more of what it's truly like to exist inside of a world where every bullet counts and each step you take is a conscious choice that's going to make or break your existence."
17. ↑  "You feel a lot of pressure to add things to make it 'more fun' and it gets super difficult to keep those out sometimes."
18. ↑  "You're not building yourself into a tank."
19. ↑  "This was tedious and at times incredibly frustrating, but it also meant that we all had to be pretty creative in how things were designed."
20. ↑  "We needed to make it streamlined and fast enough that you felt like you could take just that moment and be able to craft that thing that's going to mean your survival in the next thirty seconds, or your failure to survive."
21. ↑  ""[Polidori] did these amazingly beautiful, horrific photos... it's not just decay and rot and post-apocalyptic grey, it's a human world that we're playing with when we portray this destruction."
22. ↑  "would be like, I'm going to make this the most awesome fucking wall ever"
23. ↑  "I have never even heard of a game director doing that! That's like... an intern task."
24. ↑  ""It's more about the psychology of what's happening on the audioscape than what you're seeing."
25. ↑  "We liked the idea of taking this benign sound and attributing it to something really scary."
26. ↑  "looked broken up until a week before shipping"